# Sanomi
"Sanomi" foi a canção belga no Festival Eurovisão da Canção 2003 que se desenrolou em Riga, capital da Letónia,em 24 de maio desse ano.
A referida canção foi interpretada numa língua imaginária pela banda de folk  Urban Trad. Foi a vigésima segunda canção a ser interpretada na noite do festival, a seguir à canção da Letónia "Hello From Mars", cantada pela banda F.L.Y. e antes da canção da Estónia "Eighties Coming Back", interpretada por Ruffus. Terminou a competição em segundo lugar, tendo recebido um total de 165 pontos. Foi a segunda vez na história do Festival Eurovisão da Canção que a Bélgica terminou a competição em segundo lugar, depois de Jean Vallée com  "L'amour ça fait chanter la vie" em  1978 e também a segunda melhor classificação para a Bélgica, depois da vitória de  Sandra Kim com  "J'aime la vie. No ano seguinte, a Bélgica fez-se representar com Xandee que interpretou o tema 1 Life. 
A canção é memorável por várias razões. A mais visível é ter sido a primeira canção interpretada numa língua imaginária na história do Festival Eurovisão da Canção, o que levou ao comentário de Terry Wogan "Três línguas para escolher e eles tinham de fabricar a sua própria" (alusão ao fa(c)to  de na Bélgica haver três línguas oficiais: francês, neerlandês e alemão). A canção também ficou na memória por ter ficado a apenas dois pontos da canção vencedora "Everyway That I Can" de Sertab Erener pela Turquia e ficado com um ponto a mais que terceira classificada "Ne Ver', Ne Boysia, interpretada pelo duo feminino t.A.T.u. pela Rússia.
Há quem defenda que a Bélgica teve muitos votos por motivos políticos. A Bélgica, juntamente com a França, tomou uma firme posição contrária à  Guerra do Iraque. 

## Autores
- Letrista: Yves Barbieux
- Compositor:Yves Barbieux

## Faixas
1. "Sanomi" (Eurovision Edit)
2. "Get Reel"